# Davi (football, 1963)
Pour les articles homonymes, voir Davi.
David Cortes da Silva, dit Davi (né le 19 novembre 1963 à Rio de Janeiro), est un footballeur brésilien. Il participe aux Jeux olympiques d'été de 1984, remportant la médaille d'argent avec le Brésil.

## Biographie

### En club
Davi joue quatre matchs en Copa Libertadores avec l'équipe du Santos FC.

### En équipe nationale
Davi participe aux Jeux olympiques d'été de 1984 organisés à Los Angeles. Lors du tournoi olympique, il joue deux matchs : contre la RFA, et le Maroc.

## Palmarès

### équipe du Brésil
- Jeux olympiques de 1984 :
  -  Médaille d'argent.